# Tostes
Tostes – miejscowość i dawna gmina we Francji, w regionie Normandia, w departamencie Eure. W 2013 roku populacja gminy wynosiła 459 mieszkańców. 
W dniu 1 stycznia 2017 roku z połączenia dwóch ówczesnych gmin – Montaure oraz Tostes – utworzono nową gminę Terres-de-Bord. Siedzibą gminy została miejscowość Montaure. 